# 우연한 기회
《우연한 기회(Przypadek)》는 1987년 개봉한 폴란드의 드라마 영화이다. 크시슈토프 키에실로프스키가 감독했으며, 보구스와프 린다 등이 출연하였다. 폴란드에 사는 한 청년이 우연한 일로 3가지 다른 삶을 살 수 있었다는 가정을 통해 1980년대 폴란드의 사회상을 묘사하였다. 1981년 제작이 종료되었지만 폴란드 당국의 검열로 1987년에야 개봉할 수 있었다. 같은 해 칸 영화제에 주목할 만한 시선 부문으로 출품되었다.

## 줄거리

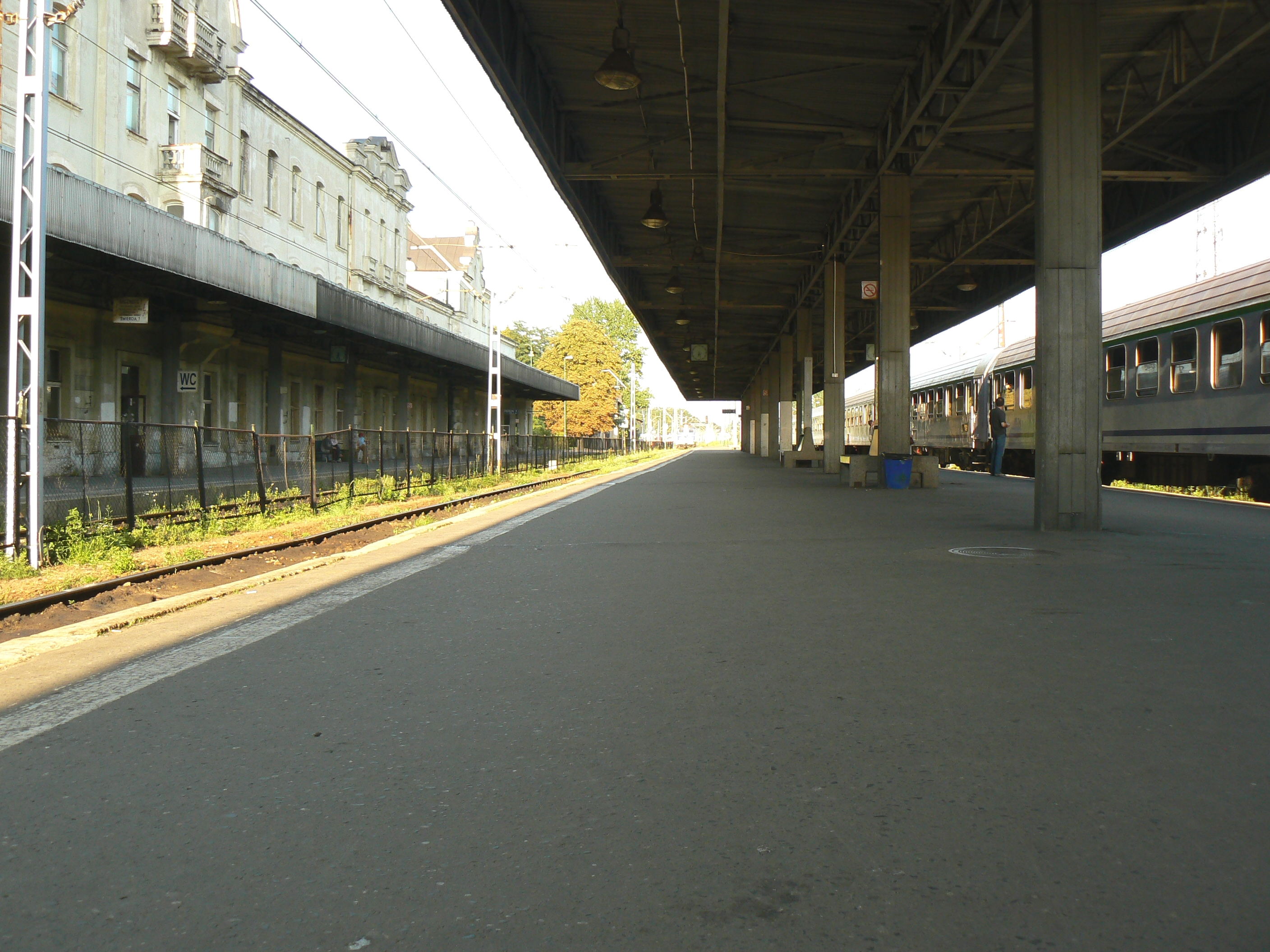
우치역의 촬영 장소

비테크 드우고시(보구스와프 린다)는 우치에 사는 청년이다. 어머니를 일찍 여윈 후 아버지는 그동안 글쓰기 등의 교육을 맡으면서 그를 의대생으로 키웠다. 성장하는 과정에서 그는 다니엘, 추슈카(보구스와바 파벨레츠), 올가(모니카 고지지크) 등 여러 사람들과 조우한다. 불치병에 걸린 아버지가 죽기 전 전화로 아들이 더 이상 의대생으로 살지 않기를 바란다는 속내를 토로한 후 비테크는 자신의 진로에 깊은 회의감을 갖는다. 그는 의대 학장(지크문트 휘브너)에게 찾아가 자퇴를 하겠다고 통보한 후 새로운 삶을 위해 바르샤바로 향하는 기차를 타려고 하는데, 여기서 그가 기차를 탔거나 타지 못했을 경우에 따라 이어질 3가지 이야기가 존재한다.
첫 번째 이야기에서 비테크는 기차에 탑승한 후 차 안에서 통일노동자당 관계자인 베르네르(타데우시 웜니츠키)와 만난다. 바르샤바에서 베르네르는 비테크를 당 고위 인사인 아담(즈비그니에프 자파시에비치)과 소개해 주고, 비테크는 당에 들어와 빠르게 경력을 쌓아나간다. 비테크는 추슈카와 다시 만나 연인 관계로 발전한다. 추슈카는 최근에 반체제 인사로 활동하는 중인데, 비테크와의 대화를 통해 아담은 추슈카와 그녀의 동료들을 검거한다. 비테크는 자신의 행동을 후회하면서 베르네르와 아담과의 관계를 정리한다. 출소한 추슈카에게 비테크는 다시 접근하지만 그녀는 그에게 차갑게 나온다. 비테크 당 임무에 따라 프랑스로 가려고 했지만 공항에서 갑작스러운 사정으로 임무가 취소됐음을 통보받는다.
두 번째 이야기에서 비테크는 기차에 탑승하지 못했으며, 이 과정에서 공안과 다툼이 붙어 교도소에 수감된다. 교도소에서 그는 반체제 인사인 마레크(야체크 보르코프스키)와 접촉하면서 가톨릭 세력에 합류하게 된다. 이 과정에서 비테크는 다니엘(야체크 사스우흐리노프스키)과 그의 누나 베르카(마제나 트리바와)를 만나게 된다. 비테크는 신부인 크시아츠(아담 페렌치)를 만나 신앙심을 갖게 된다. 프랑스에서 열리는 가톨릭 모임에 참석하기 위해 그는 상부에 출국 신고를 하지만, 반공주의 이력을 문제 삼아 출국은 허락되지 않는다. 그가 속했던 지하 세력이 당국에 의해 체포되지만 비테크는 체포되지 않고, 동료들은 그가 사실 밀고자인 것이 아닌지 의심한다.
세 번째 이야기에서 비테크는 기차에 탑승하지는 못하지만 공안과 다툼이 붙지는 않는다. 승강장에서 그는 올가와 다시 만난다. 그는 다시 학장에게 가 복학을 하고 싶다고 말한다. 비테크는 성공적인 경력을 쌓으면서 대학의 주요 임원이 되고, 올가와도 결혼해 행복한 가정을 꾸린다. 그는 통일노동자당의 협력을 거부하면서 반체제 인사들의 기대를 갖도록 하지만, 그들이 부탁한 서명 운동에도 협력하지 않으면서 정치적 냉담자에 머무른다. 학장은 반체제 세력에 있는 아들 때문에 리비아에서 열리는 학술회의에 참석할 수가 없어서 비테크에게 대신 가달라는 부탁을 한다. 비테크는 올가의 생일을 위해 프랑스를 경우해서 리비아로 가는 행선을 택한다. 비테크는 프랑스로 가는 비행기에 탑승하고, 이내 비행기는 공중에서 폭발한다.

## 출연
- 보구스와프 린다 — 비테크 드우고시

### 첫 번째 이야기
- 타데우시 웜니츠키 — 베르네르
- 즈비그니에프 자파시에비치 — 아담
- 보구스와바 파벨레츠 — 추슈카
- 예지 스투흐르 — 통일노동자당 당직자

### 두 번째 이야기
- 마제나 트리바와 — 베르카
- 야체크 보르코프스키 — 마레크
- 야체크 사스우흐리노프스키 — 다니엘
- 아담 페렌치 — 크시아츠

### 세 번째 이야기
- 모니카 고지지크 — 올가
- 지크문트 휘브너 — 학장